# Fernando Calero Villa
Fernando Calero Villa (Boecillo, Castella i Lleó, 14 de setembre de 1995) és un futbolista professional castellanolleonès que juga com a defensa central pel Reial Club Deportiu Espanyol de Barcelona.

## Carrera de club
Calero es va formar al planter del Màlaga CF. Va debutar com a sènior amb l'Atlético Malagueño el 9 de març de 2014, com a titular en una victòria per 2–1 a casa contra el Loja CD a tercera divisió.
Calero va marcar el seu primer gol com a sènior el 31 de gener de 2015, el primer en un empat 2–2 a fora contra la UD Maracena. El 23 de juny de l'any següent va fitxar pel Reial Valladolid, club on ja havia estat en edat juvenil, i fou inicialment assignat a l'equip B a segona divisió B.
El 8 d'agost de 2017, Calero fou definitivament promocionat al primer equip a segona divisió per l'entrenador Luis César Sampedro, i se li va assignar la samarreta amb el número 5. Va debutar com a professional el 6 de setembre, entrant com a substitut en el lloc d'Ángel en una victòria per 2–0 a fora contra la SD Huesca, en la Copa del Rei.
El 15 de novembre de 2017, Calero va renovar contracte fins al 2021. Va marcar el seu primer gol com a professional el següent 27 de maig, en una derrota per 2–3 a fora contra el Reial Saragossa, i va jugar regularment durant la temporada, en què l'equip va assolir l'ascens a La Liga.
Calero va debutar a primera divisió el 17 d'agost de 2018, jugant com a titular en una empat 0–0 contra el Girona FC, a fora.

### Espanyol
El 9 d'agost de 2019, Calero va signar contracte per cinc anys pel RCD Espanyol a canvi d'un traspàs de 8 milions d'euros. La clàusula de rescissió es va situar en 40 milions.